# Carabus kantaikensis
Carabus kantaikensis  — вид жужелиц рода Carabus (Carabidae). 
Под названием жужелица Ермака (лат. Carabus ermaki) вид включён в Красные книги Ханты-Мансийского автономного округа (2003), Ненецкого автономного округа (2006), Тюменской области (2004), Ямало-Ненецкого автономного округа (2010) в статусе редкого вида.

## Описание
Вид был впервые описан в 1924 году российским энтомологом профессором Виктором Николаевичем Лучником (1892—1936).
Длина тела от 17 до 21 мм. Основная окраска головы и переднеспинки бронзовато-чёрная, надкрылья зеленоватые. Является активным хищником. Как и многие другие представители семейства, жуки живут на протяжении нескольких лет. Жуки встречаются с конца июня, с августа уходят на зимовку.
Стадия яйца длится до 8 дней. Продолжительность первого возраста у личинок — 7-12 дней, второго — 10-14 дней. По достижении третьего возраста личинки в течение 7—9 дней питаются, затем зарываются в почву и зимуют. Окукливаются личинки после зимовки.

## Распространение
Ареал вида охватывает территорию России: западную и восточную Сибирь, включая Ямал, Алтай и Саяны.
Обитает в тундре и лесотундре, в таёжных и горных лесах, на лугах и вырубках, на лугах в долинах рек. На полуострове Ямал встречается в мохово-осоковой и ерниковой тундре.